# Kolonial-Wirtschaftliches Komittee
Kolonial-Wirtschaftliches Komittee (abreviado Kunene-Sambesi-Exped. o Westafr. Kautschuk-Exped.) es un libro con ilustraciones y descripciones botánicas que fue escrito por el botánico y taxónomo alemán Rudolf Schlechter. Fue publicado en Berlín en el año 1903 con el nombre de Kolonial-Wirtschaftliches Komittee. Kunene-Sambesi-Expedition H. Baum 1903. Im Auftrag des Kolonial-Wirtschaftlichen Komitees Herausgegeben von...O. Warburg.